# リトルガール (西城秀樹の曲)
「リトルガール」は、西城秀樹の37枚目のシングル。1981年3月21日にRCAから発売された。

## 解説
作詞・作曲は1年後に「南十字星」でもコンビを組む竜真知子と水谷公生である。
「ポップン・ロール時代幕開け」の曲としてリリースされた。ポップン・ロールとは「ポップスとロックン・ロールを足して2で割った音楽」のことで、条件としては哀愁のメロディがあること、プレスリーの雰囲気で、とのことである。
オリコンでは最高位9位（100位内14週）、19.5万枚のセールスとなった。本作でオリコン史上初となる、シングル30作ベストテン入りを達成した（通算は34曲）。

## 収録曲
1. リトルガール
作詞：竜真知子／作曲・編曲：水谷公生
2. POP'N ROLL SPRING
作詞：伊達歩／作曲：鹿島豪也／編曲：佐藤準

## 収録アルバム
- 『ポップンガール・ヒデキ』